# Новопокровский район (Оренбургская область)
Новопокровский район — административно-территориальная единица в составе Оренбургской губернии, Средневолжской области, Средневолжского края, Оренбургской и Чкаловской областей, существовавшая в 1927—1931 и 1934—1959 годах. Административный центр первоначально — село Новопокровка.
Новопокровский район был образован в 1927 году в составе Оренбургской губернии. В 1928 году Оренбургская губерния была упразднена и район вошёл в состав Оренбургского округа Средневолжской области (с 1929 — края). В 1930 году после ликвидации округов район перешёл в прямое подчинение Средневолжского края.
8 марта 1931 года Новопокровский район был упразднён, а его территория передана в Орский район.
5 февраля 1934 года в составе Средневолжского края был образован Орский промышленный округ. В его составе был воссоздан Новопокровский район (путём выделения из Орского района).
7 декабря 1934 года Орский округ был упразднён и Новопокровский район вошёл в состав новообразованной Оренбургской (в 1938—1957 — Чкаловской) области.
По данным 1945 года включал 14 сельсоветов: Байкасинский, Бакинский, Имелля-Покровский, Карагай-Покровский, Крымский, Ново-Михайловский, Ново-Покровский, Ново-Симбирский, Поимский, Сарбаевский, Саринский, Чукари-Ивановский, Шубинский и Ялчимбаевский.
3 апреля 1959 года Новопокровский район был упразднён, а его территория передана в Халиловский район.